# Чуковец (Прелог)
Чуковец је насељено место у саставу града Прелога у Међимурској жупанији, Хрватска. До територијалне реорганизације у Хрватској налазио се у саставу старе општине Чаковец.

## Становништво
На попису становништва 2011. године, Чуковец је имао 332 становника.

## Попис1991.
На попису становништва 1991. године, насељено место Чуковец је имало 328 становника, следећег националног састава:
| Попис 1991.‍ | Попис 1991.‍ | Попис 1991.‍ | Попис 1991.‍ | Попис 1991.‍ |
| ----------- | ----------- | ----------- | ----------- | ----------- |
|             |             |             |             |             |
| Хрвати      | Хрвати      |             | 327         | 99,69%      |
| Украјинци   | Украјинци   |             | 1           | 0,30%       |
| укупно: 328 |             |             |             |             |